# Nuoto pinnato in acque libere ai I Giochi del Mediterraneo sulla spiaggia - 2 km BF maschili
La specialità dei 2 km BF maschili in acque libere dei I Giochi del Mediterraneo sulla spiaggia si è svolta il 3 settembre 2015 nel Mare Adriatico, nella zona antistante lo Stadio del Mare di Pescara in Italia.
La competizione è stata vinta dall'algerino Mohammed Bneyahia Nedjar, che ha preceduto i tunisini Malek Anas Zagrani (argento) e Mohamed Mehrez Saadani (bronzo).

## Podio
| Oro     | Mohammed Bneyahia Nedjar Algeria |
| Argento | Malek Anas Zagrani Tunisia       |
| Bronzo  | Mohamed Mehrez Saadani Tunisia   |

## Risultati
| Class   | Atleta                   | Nazione              | Tempo    |
| ------- | ------------------------ | -------------------- | -------- |
| Oro     | Mohammed Bneyahia Nedjar | Algeria              | 22'19"30 |
| Argento | Malek Anas Zagrani       | Tunisia              | 23'05"30 |
| Bronzo  | Mohamed Mehrez Saadani   | Tunisia              | 23'20"40 |
| 4       | Can Serifoglu            | Turchia              | 32'25"60 |
| 5       | Marko Duric              | Bosnia ed Erzegovina | 23'36"90 |
| 6       | Andrea Pegoraro          | Italia               | 23'55"90 |
| 7       | Oussama Hellal Berouane  | Algeria              | 24'11"50 |
| 8       | Nicola Crisante          | Francia              | 24'17"85 |
| 9       | Mohamed Elmozayen        | Egitto               | 24'24"20 |
| 10      | George Goubran           | Egitto               | 24'24"70 |
| 11      | Adnane Badrani           | Marocco              | 24'36"90 |
| 12      | Karim Itro               | Marocco              | 24'40"20 |
| 13      | Javier Lopez Garcia      | Spagna               | 25'04"00 |
| 14      | Luka Djurdj              | Croazia              | 26'11"00 |
| 15      | Ozcan Esen               | Turchia              | 26'13"20 |
| 16      | Stefan Vukaisnovic       | Serbia               | 26'43"50 |
| 17      | Aleksa Josic             | Bosnia ed Erzegovina | dnf      |
| 18      | Igor Zagar               | Croazia              | dnf      |
| 19      | Michele Russo            | Italia               | dnf      |